# Tipula obsoleta
Tipula obsoleta är en tvåvingeart som beskrevs av Johann Wilhelm Meigen 1818. Tipula obsoleta ingår i släktet Tipula och familjen storharkrankar. Arten är reproducerande i Sverige. Inga underarter finns listade i Catalogue of Life.